# Francisco Zamora Carrasco
Francisco Zamora Carrasco   (Múrcia, 25 de febrer de 1907 - La Alberca, 16 d'octubre de 1985), conegut com a Zamoreta, fou un futbolista espanyol de les dècades de 1920 i 1930.

## Trajectòria
Començà la seva trajectòria a l'equip infantil del FC Espanya el 1922, posteriorment esdevingut FC Gràcia. Jugà a l'Hospitalenc SC i amb 18 anys fitxà pel CE Sabadell. A continuació jugà tres temporades al Reial Múrcia. L'any 1929 va ser traspassat al RCD Espanyol per 5.000 pessetes i un partit amistós pel Nadal. Només juga una temporada al club, amb un total de 9 partits de lliga i 3 de copa disputats, en els quals marcà 5 gols en total. Acabada la temporada retornà al Reial Múrcia, el club on passà la major part de la seva carrera. Jugà al club entre 1930 i 1939, amb el parèntesi de la Guerra Civil. L'any 1932 va signar contracte amb el CE Castelló, que finalment rescindí. També jugà al CE Alcoià fins a 1941.
Jugà un partit amb la selecció de Catalunya el dia 22 de juny de 1930 en homenatge a Rini.
El seu lligam amb el Múrcia es perllongà en la faceta d'entrenador les temporades 1947-48 i 1953-54.